# Nemocnice Hořovice
Nemocnice Hořovice – NH Hospital a.s. je soukromé zdravotnické zařízení, které spadá pod společnost Akeso holding, jejímž majitelem je podnikatel Sotirios Zavalianis.
V nemocnici je poskytovaná ambulantní i lůžková péče na několika odděleních. Součástí gynekologicko-porodnického oddělení je Porodnice u Sluneční brány, která je největší porodnicí ve Středních Čechách. Pro onkologické pacienty této nemocnice je plánovaná služba, které je v Česku považovaná za neobvyklou. Provozovatel pardubického onkologického centra Multiscan hodlá zajistit pacientům s nádorovými onemocnění ubytování v hotelu v centru Pardubic.